# Список игр теории игр
Список игр теории игр — теория игр изучает стратегии между лицами в ситуациях, называемых играми. Классам этих игр даны имена. Здесь приведен список наиболее часто изучаемых игр

## Объяснение свойств
Игры обладают некоторыми свойствами, часть из наиболее употребимых:
- Число игроков: каждое лицо, делающее выбор в игре или получающее выгоду от этого выбора, является игроком.
- Стратегий на игрока: в игре каждый игрок выбирает из множества возможных действий, которые известны как чистые стратегии. Если это число одинаково для всех игроков, оно указано в таблице.
- Число чистых стратегий равновесия Нэша: равновесие Нэша — это множество стратегий, которые соответствуют смешанным лучшим ответам[англ.] другим стратегиям. Другими словами, если каждый игрок играет свою часть равновесия Нэша, никто из игроков не имеет стимулов односторонне сменить свою стратегию. Если принять, что играют единственную стратегию без случайного выбора (чистые стратегии), игра может иметь любое число равновесий Нэша.
- Последовательная игра: игра является последовательной, если один игрок делает свой ход после хода другого игрока. В противном случае игра является синхронной.
- Полная информация: игра имеет полную информацию, если игра является последовательной и каждый игрок знает стратегии, выбранные игроками до этого хода.
- Постоянная сумма: игра имеет постоянную сумму, если сумма плат каждого игрока та же самая для всех стратегий. В этих играх один игрок выигрывает только если другой теряет. Игры с постоянной суммой можно свести к играм с нулевой суммой путём вычитания постоянной величины из всех плат, оставляя относительные величины неизменными.

## Список игр
| Игра                     | Игроков     | Стратегий на игрока | Число чистых стратегий равновесия Нэша | Последовательная | Полная информация | С нулевой суммой |
| ------------------------ | ----------- | ------------------- | -------------------------------------- | ---------------- | ----------------- | ---------------- |
| Битва полов              | 2           | 2                   | 2                                      | Нет              | Нет               | Нет              |
| Игры Блотто              | 2           | переменно           | переменно                              | Нет              | Нет               | Да               |
| Задача о делении торта   | N, обычно 2 | бесконечно          | переменное                             | Да               | Да                | Да               |
| Стоножка                 | 2           | переменное          | 1                                      | Да               | Да                | Нет              |
| «Ястребы и голуби»       | 2           | 2                   | 2                                      | Нет              | Нет               | Нет              |
| Координационная игра     | N           | переменно           | >2                                     | Нет              | Нет               | Нет              |
| Олигополия Курно         | 2           | бесконечно          | 1                                      | Нет              | Нет               | Нет              |
| Тупик                    | 2           | 2                   | 1                                      | Нет              | Нет               | Нет              |
| Диктатор                 | 2           | бесконечно          | 1                                      | N/A              | N/A               | Да               |
| Дилемма обеда            | N           | 2                   | 1                                      | Нет              | Нет               | Нет              |
| Долларовый аукцион       | 2           | 2                   | 0                                      | Да               | Да                | Нет              |
| Задача бара «Эль Фароль» | N           | 2                   | переменно                              | Нет              | Нет               | Нет              |
| Игра без значения        | 2           | бесконечно          | 0                                      | Нет              | Нет               | Да               |
| Угадать 2/3 среднего     | N           | бесконечно          | 1                                      | Нет              | Нет               | Возможно         |
| Покер Куна               | 2           | 27 & 64             | 0                                      | Да               | Нет               | Да               |
| Орлянка                  | 2           | 2                   | 0                                      | Нет              | Нет               | Да               |
| Задача о сделках         | 2           | бесконечно          | бесконечно                             | Нет              | Нет               | Нет              |
| Игра в войну и мир       | N           | переменно           | >2                                     | Да               | Нет               | Нет              |
| Игра «Пять пиратов»      | N           | бесконечно          | бесконечно                             | Да               | Да                | Нет              |
| Дилемма заключённого     | 2           | 2                   | 1                                      | Нет              | Нет               | Нет              |
| Общественные блага       | N           | бесконечно          | 1                                      | Нет              | Нет               | Нет              |
| Камень, ножницы, бумага  | 2           | 3                   | 0                                      | Нет              | Нет               | Да               |
| Игра отбора              | N           | переменно           | переменно                              | Да               | Нет               | Нет              |
| Игра сигнализации        | N           | переменно           | переменно                              | Да               | Нет               | Нет              |
| Охота на оленя           | 2           | 2                   | 2                                      | Нет              | Нет               | Нет              |
| Дилемма путешественника  | 2           | N >> 1              | 1                                      | Нет              | Нет               | Нет              |
| Дилемма доверия          | 2           | бесконечно          | 1                                      | Да               | Да                | Нет              |
| Дилемма добровольца      | N           | 2                   | 2                                      | Нет              | Нет               | Нет              |
| Война на истощение       | 2           | 2                   | 0                                      | Нет              | Нет               | Нет              |
| Ультиматум               | 2           | бесконечно          | бесконечно                             | Да               | Да                | Нет              |
| Принцесса и Чудовище     | 2           | бесконечно          | 0                                      | Нет              | Нет               | Да               |